# Tony Kaye (director)
Tony Kaye (Londres; 8 de julio de 1952) es un director británico de cine, documentales, publicidad y vídeos musicales.

## Biografía
Proveniente del mundo de la publicidad, el director inglés Tony Kaye llegó al cine de forma tardía, a mediados de los años noventa. Realizó en primer lugar varios conocidos vídeos musicales como "Runaway Train" de Soul Asylum, "Dani California" de Red Hot Chili Peppers, "What God Wants" de Roger Waters y "Help Me" y "God's Gonna Cut You Down" de Johnny Cash. Fue nominado seis veces a los premios Grammy como director de vídeo.
Su debut en el cine fue con el largometraje American History X (1998), un duro drama sobre el racismo protagonizado por Edward Norton y Edward Furlong, aunque repudió el montaje final de la película al no estar de acuerdo con su calidad e intentó sin éxito quitar su nombre de los títulos de crédito:
«Yo había hecho una película intensa y rápida de 95 minutos, un diamante en bruto. Y la versión que hicieron ellos estaba plagada de escenas en las que todos lloraban en los brazos de otros. Y, por supuesto, Edward Norton se había dado generosamente más tiempo en pantalla a sí mismo.»
Pero el montaje final fue alabado por la crítica y Norton fue nominado el premio de la Academia al mejor actor por su interpretación en la película. Sin embargo, esta batalla por obtener el control artístico del filme casi destruyó su carrera en Hollywood, aunque entregó su montaje original a tiempo y dentro del presupuesto, ya que se enfrentó a la productora New Line Cinema gastando cien mil dólares de su propio dinero en 35 anuncios a página completa en la prensa especializada de Hollywood que denunciaban a Norton y al productor con todo tipo de citas, que incluían desde John Lennon a Abraham Lincoln. Inclusive, asistió a una reunión con la productora en la que (para facilitar las negociaciones) se trajo consigo a un sacerdote católico, un rabino y un monje tibetano. Además pidió un año para rehacer la película y voló al Caribe para que el poeta Derek Walcott reescribiera el guion. Por último, cuando el Sindicato de Directores se negó a que su nombre desapareciera de los títulos de crédito, exigió que se pusiera como director a "Humpty Dumpty" y presentó una demanda por 200 millones de dólares cuando se le respondió con una negativa.
La segunda película de Kaye le llevó dieciocho años y fue un documental llamado Lake of Fire, el cual tuvo por tema el debate sobre el aborto en Estados Unidos. Abrió el Festival de Cine de Toronto en septiembre de 2006 y fue nominado a un Óscar y a los premios a la mejor película documental del festival Independent Spirit, los Chicago Film Critics Association Awards y los Satellite Awards.
Su tercer largometraje fue Black Water Transit (2010), protagonizado por Laurence Fishburne, Karl Urban, Evan Ross, Brittany Snow y Stephen Dorff. Al quebrar la productora durante el rodaje, la película quedó sin terminar.
Su cuarto largometraje, Detachment (2011), está protagonizado por Adrien Brody y la propia hija del matrimonio del director con la actriz y productora Yan Lin Kaye, Betty Kaye: se trata de un drama muy emotivo sobre la decadencia del sistema de enseñanza en las escuelas secundarias de Estados Unidos. Recibió el Premio Internacional de la Crítica y el Premio Revelación del Festival de Cine de Deauville, el Premio del Público del Festival Internacional de Cine de Sao Paulo, el Premio a la mejor contribución artística del Festival de Cine de Tokio y el Premio de Honor Maverick como director del Festival de Cine de Woodstock, todos en el año 2011.
El 24 de enero de 2016 Kaye anunció en Facebook que dirigirá el guion de Joe Vinciguerra Stranger Than The Wheel, «un drama acerca de la soledad, la alienación y el alcoholismo». Su siguiente película cuenta con Shia LaBeouf y potencialmente Alec Baldwin, y trata sobre un joven revisita su pasado y su relación con un padre abusador.
Kaye también comenzó a filmar un documental en 2016 llamado Humpty Dumpty sobre el proceso y el trauma personal que le causó su primer contacto con el cine de Hollywood con motivo de su primera película. Sorprendentemente, este filme ha encontrado distribuidora y es precisamente New Line Cinema. La empresa lo incluirá en el DVD del 10º aniversario de American History X.
Ha dirigido el cortometraje This Is Not Sex, protagonizado por Seth Rogen y Elizabeth Banks y publicó un libro con su trabajo artístico, titulado Epicomedy.

## Filmografía
- American History X (1998)
- Snowblind (2004)
- Lake of Fire (2006) (documental)
- Lobby Lobster (2007)
- This is Not Sex (2008) (cortometraje)
- Black Water Transit (2009)
- Detachment (2011)
- Humpty Dumpty (2016) (documental)[2]